# 伦敦国际象棋经典大赛

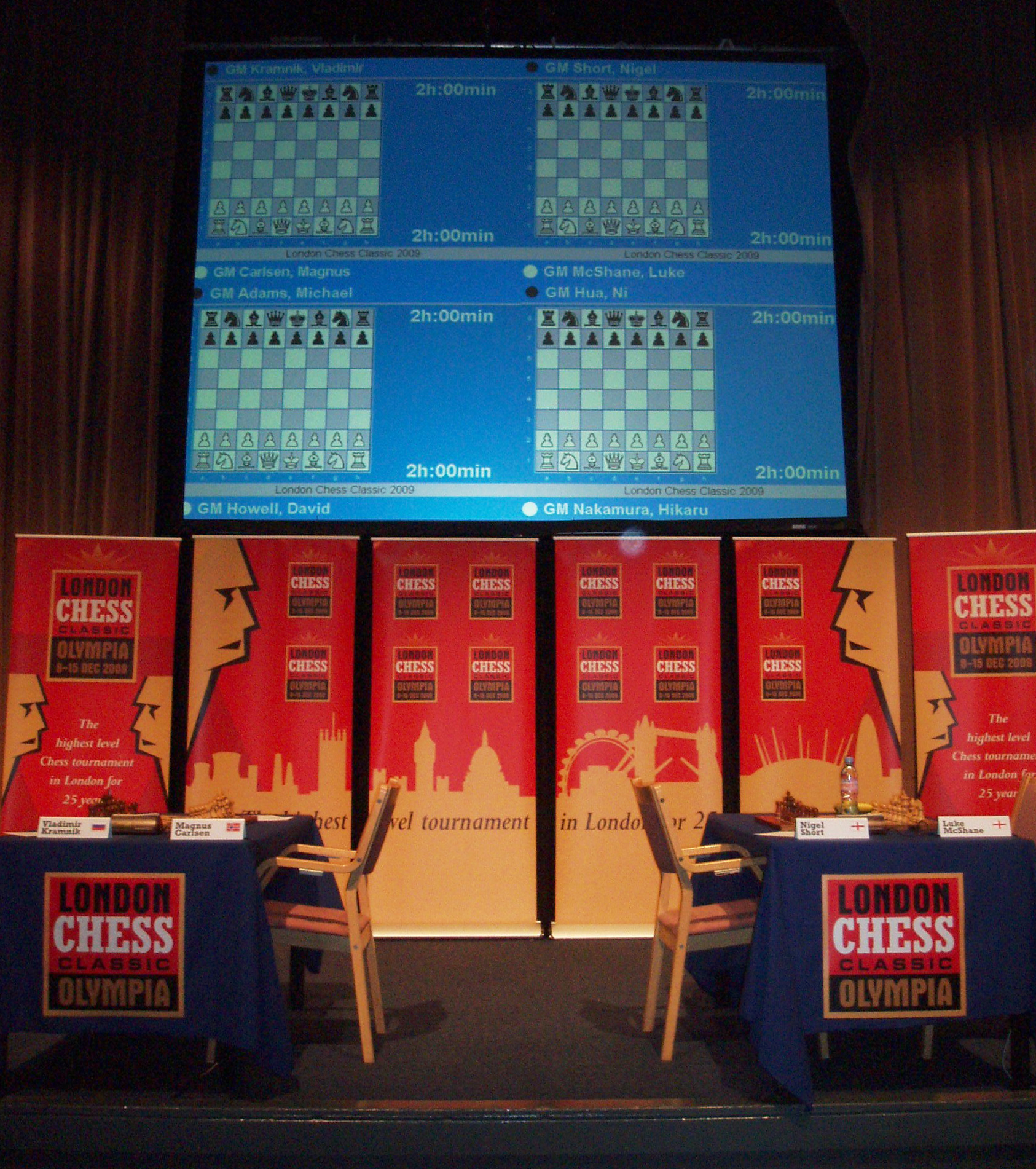
2009年首届伦敦经典大赛的比赛场地

伦敦国际象棋经典大赛（英語：London Chess Classic）是2009年起每年一度在伦敦西肯辛顿的奥林匹亚展览中心举办的国际象棋活动。活动的重头戏是世界顶尖国际象棋特级大师之间的比赛。除此之外，还同时举办一系列其他与国际象棋相关的活动，包括供其他职业与业余棋手参与的赛事、青少年活动、车轮战表演、教学与讲座等。
2015年，伦敦经典大赛与挪威大赛（Norway Chess）、辛格费尔德杯（Sinquefield Cup）一同成为了国际象棋巡回大赛（Grand Chess Tour）的一部分。

## 历届比赛
历届伦敦经典大赛的前三名分别为：
| 年份 | 第一名                          | 第二名                                             | 第三名                                                    |
| ---- | ------------------------------- | -------------------------------------------------- | --------------------------------------------------------- |
| 2009 | 马格努斯·卡尔森（挪威）         | 弗拉基米尔·克拉姆尼克（俄罗斯）                    | David Howell（英格兰）                                    |
| 2010 | 马格努斯·卡尔森（挪威）         | 维斯瓦纳坦·阿南德（印度）、 Luke McShane（英格兰） | 维斯瓦纳坦·阿南德（印度）、 Luke McShane（英格兰）        |
| 2011 | 弗拉基米尔·克拉姆尼克（俄罗斯） | 中村光（美国）                                     | 马格努斯·卡尔森（挪威）                                   |
| 2012 | 马格努斯·卡尔森（挪威）         | 弗拉基米尔·克拉姆尼克（俄罗斯）                    | 迈克尔·亚当斯（英格兰）                                   |
| 2013 | 中村光（美国）                  | 鲍里斯·格尔凡德（以色列）                          | 弗拉基米尔·克拉姆尼克（俄罗斯） · 迈克尔·亚当斯（英格兰） |
| 2014 | 维斯瓦纳坦·阿南德（印度）       | 弗拉基米尔·克拉姆尼克（俄罗斯）                    | 阿尼什·吉里（荷兰）                                       |
| 2015 | 马格努斯·卡尔森（挪威）         | 阿尼什·吉里（荷兰）                                | 马克西姆·瓦谢尔-拉格拉夫（法國）                          |